# Yad
Un yad (en hebreo: יד‎, literalmente 'mano'; en yidis: האַנט‎ hant) es un puntero ritual judío, conocido popularmente como puntero de la Torá, utilizado por el lector para seguir el texto durante la lectura de los rollos de pergamino de la Torá. A menudo tiene la forma de una vara larga, rematada en una pequeña mano con el dedo índice apuntando hacia ella.

## Uso

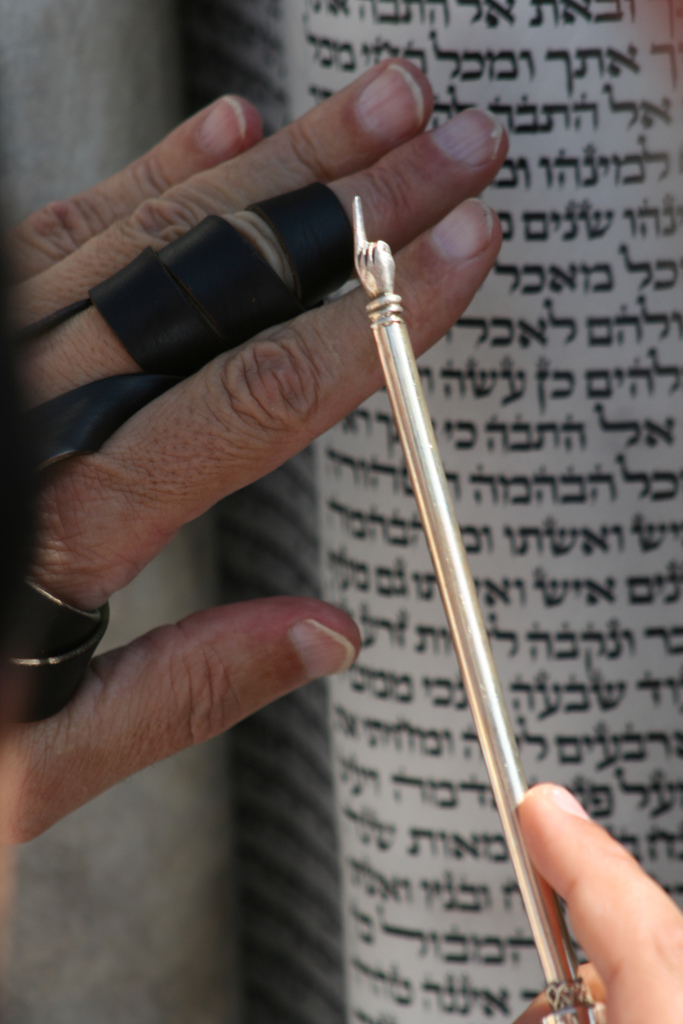
Señalando con un yad en un rollo de Torá abierto.

Más allá de su uso práctico para señalar letras, el yad asegura que el pergamino no se toque durante la lectura. Hay varias razones para esto: manipular el pergamino lo vuelve a uno ritualmente impuro y el pergamino, a menudo frágil, se daña fácilmente. Además, el pergamino de vitela no absorbe la tinta, por lo que tocar el pergamino con los dedos dañará las letras. Si bien no es necesario cuando se canta la Torá, se usa con frecuencia y se considera un hidur mitzvah ('adorno del mandamiento') de leer la Torá.

### Manufactura
Un yad puede estar hecho de cualquier cantidad de materiales, aunque la plata es común, especialmente utilizada para rematarlo. En algunos casos, un yad está cubierto con tela.